# HD51031
HD51031 — подвійна зоря. 
Ця подвійна система має видиму зоряну величину в смузі V приблизно 9,6.
Вона розташована на відстані близько 40769,6 світлових років від Сонця.

## Подвійна зоря
Головна зоря цієї системи належить до хімічно пекулярних зір й має спектральний клас B8.
В той же час спектральний клас іншої компоненти залишається  ще не визначеним.